# Uno Palu
Uno Palu   (Sindi, 8 de febrer de 1933 - 15 de gener de 2024) fou un atleta estonià, especialista en el decatló, que va competir sota bandera soviètica durant les dècades de 1950 i 1960.
El 1956 va prendre part en els Jocs Olímpics d'Estiu de Melbourne, on fou quart de la prova del decatló del programa d'atletisme.
En el seu palmarès destaca una medalla de plata en la prova del decatló del Campionat d'Europa d'atletisme de 1958, rere Vasili Kuznetsov, Va ser subcampió de l'URSS de decatló el 1958 i medallista de bronze el 1955, 1956 i 1960, així com campió d'Estònia en aquesta competició el 1955, 1956, 1958, 1960, 1960 i 1963.
Una vegada retirat exercí d'entrenador.

## Millors marques
- Decatló. 7.598 punts (1960)[1][5]